# КАМАЗ 65224

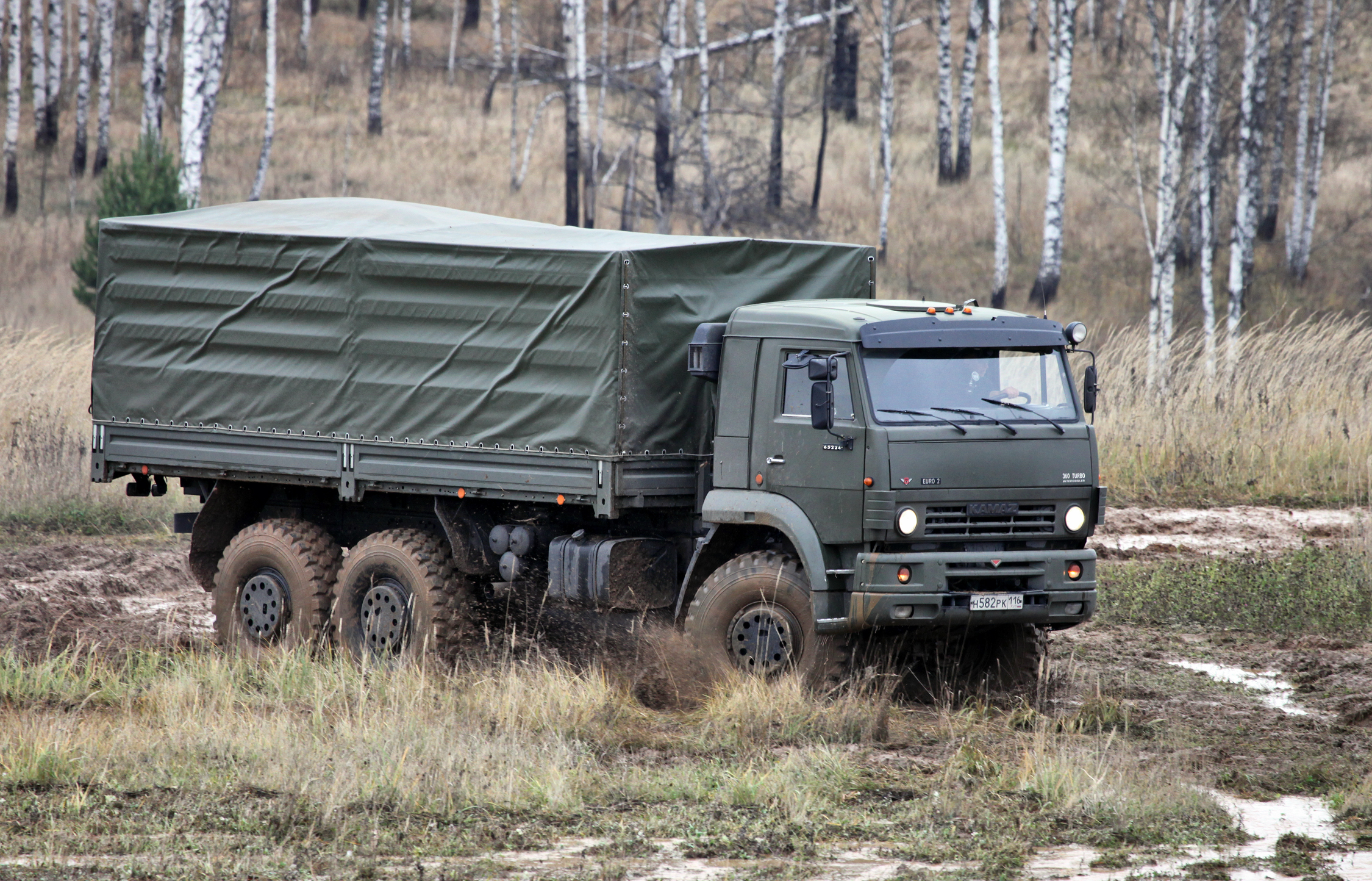
КАМАЗ 65224

КамАЗ-65224 — російський автомобіль військового призначення з колісною формулою 6х6 виробництва Камського автомобільного заводу. Належить до сімейства КАМАЗ 6522.
Вантажність 14 т, дизель КамАЗ-740.50-360 потужністю 360 к.с., ГУР, лебідка, МКПП — 16-ступінчаста, шини 385/95 R25.
Виготовляється з 2005 року.